# Kargopol'skij rajon
Il distretto di Kargopol' in russo Каргопольский муниципальный район?, letteralmente Kargopol'skij municipal'nyj rajon, in inglese traslitterato come Kargopolsky munitsipalnyy rayon) è un municipal'nyj rajon dell'Oblast' di Arcangelo, in Russia.
Il centro amministrativo è la città di Kargopol', con circa 11 100 abitanti.

## Città
- Kargopol' (11100 ab.)
- Širjaicha (819 ab.)
- Prigorodnyj (2646 ab.)
- Batamanovskaja (1140 ab.)
- Šelochovskaja (2315 ab.)
- Pesok (2969 ab.)